# Eucalyx
Eucalyx là một chi rêu trong họ Jungermanniaceae.